# Худоев, Темур Рашидович
Темур Рашидович Худоев (род. 11 мая 1940, Тбилиси, Грузинская ССР) — грузинский акробат езидского происхождения, чемпион СССР, Заслуженный мастер спорта Грузии (1959). В 1961—1971 г. ежегодно был чемпионом Грузии по акробатике.
В 1961 г. закончил армянскую среднюю школу № 31 г. Тбилиси

## Достижения
С 1954 г. занялся акробатикой при спортивной школе общества «Буревестник».
В 1959 г. стал мастером спорта по акробатике.
В 1961 г. поступил в Тбилисский Физкультурный институт.
В 1965 закончил преподавательский факультет того же института.
С 1961 г. – 1971 г. ежегодно был чемпионом Грузии по акробатике.
С 1961 г. – 1969 г. чемпион Всесоюзного добровольного общества «Трудовые Резервы».
В 1969 стал чемпионом СССР и его спортивная карьера на этом закончилась.
С 1962 г. – 1971 г. был тренером по акробатике.
В 1972 г. в Грузии основал вид спорта – Прыжки на батуте и был тренером по этому виду спорта.
В 1976 г. его деятельность дала результаты, когда два его ученика вошли в сборную СССР.
В 1976 г. несколько его учеников юношей стали чемпионами СССР.
За все время воспитал 40 мастеров спорта СССР.
Подготовил чемпионов молодежи СССР, чемпионов спартакиады СССР.
В 1986 г. его ученица Русудан Хоперия стала чемпионкой в Спартакиаде Народов СССР в Киеве. В 1988 году Русудан Хоперия стала абсолютной чемпионкой мира.
В 1980 г. стал заслуженным тренером Грузии, а в 1989 г. уже готовилось звание заслуженного тренера СССР, но из-за распада СССР не получилось.
Был членом Федерации прыжков на батуте СССР.
В 1989 г. в Швеции, три его ученицы – Анна Дугунадзе, Русудан Хоперия, Лия Бендинишвили заняли первое и второе места, а Заза Абрамишвили стал чемпионом Европы. Анна Дугунадзе переехала в Германию и участвовала в Олимпиаде в Афинах, где стала чемпионкой олимпийских игр за сборную Германии.
Темур Худоев в 1994 г. из-за тяжелой политической и социально-экономической обстановки оставил спортивную деятельность в Грузии. И в 1997 г. уехал в Германию.
С 1998 начал тренировать клуб «Гернсбахер» в Баден-Вюртемберге.
В 2003 году его команда перешла в Высшую Бундеслига. Подготовил несколько чемпионов Германии.
Сейчас живёт в Германии и находится на пенсии.